# Deirdre McCloskey
Deirdre N. McCloskey (Ann Arbor, 11 de setembro de 1942) é uma economista americana. Seu cargo na Universidade de Illinois em Chicago (UIC) é Distinguished Professor de economia, história, Língua inglesa e comunicação. Ela também é professora adjunta de filosofia e Clássicos na UIC e foi durante cinco anos a Tinbergen Distinguished Professor de economia, filosofia, história, inglês e artes e cultura, na Universidade Erasmus de Roterdão. Desde outubro de 2007, recebeu dois doutoramentos honoris causa.

## Vida Pessoal
McCloskey é a filha mais velha de Robert McCloskey, um professor de Governo da Universidade de Harvard, e de Helen Stueland, uma poeta. 
McCloskey nasceu como Donald McCloskey - nome pelo qual ela foi conhecida pelas primeiras três décadas de sua carreira de pesquisadora. Em 1995, casada por 30 anos e já com dois filhos, McCloskey, na época com 53 anos, tomou a decisão de fazer a transição de homem para mulher. Ela escreveu sobre isso em seu livro Crossing: A Memoir (1999, University of Chicago Press), que ganhou o Prêmio de Livro Notável do Ano do New York Times. McCloskey advoga pelos direitos das pessoas e organizações da comunidade LGBT. 

## Crítica de McCloskey
A crítica de McCloskey refere-se a uma crítica da metodologia de "oficial modernista" pós-década de 1940 na economia, herdada do positivismo lógico em filosofia. A crítica mantém que a metodologia negligencia como a economia pode, é e deve ser feita para poder haver avanços no assunto. As suas recomendações incluem o uso de bons dispositivos retóricos para uma "discussão disciplinada".
Para Deirdre McCloskey, a liberdade para o comércio e o empreendedorismo são vistas como precondição para que o reconhecimento da sociedade venha de agentes que influenciem nos mercados, sem que haja um sistema estatal de intervenção direta ou indireta que iniba o progresso.